# میلیس
میلیس (به ایتالیایی: Milis) یک کومونه در ایتالیا است که در استان اریستانو واقع شده‌است.

## خصوصیات
میلیس ۱۸٫۷ کیلومترمربع مساحت و ۱٬۷۰۴ نفر جمعیت دارد.